# Моніка Меланн
Моніка Меланн (норв. Monica Mæland; 6 лютого 1968, Берген) — норвезька політична діячка та адвокат, член партії Гейре, з 2013 року очолює Міністерство торгівлі та промисловості Норвегії. Раніше працювала головним комісаром Бергена з 2003 по 2013 роки.

## Життєпис
Моніка Меланн народилася в Бергені і виросла в Арендалі. У 1994 році здобула звання кандидата юридичних наук у Бергенському університеті.
З 1994 по 1999 рік займалася адвокатською діяльністю.

### Політична діяльність
Меланн обрали в міську раду в Бергені в 1999 році, і була її членкою, поки не отримала посаду головного комісара. Вона створила свій перший кабінет 27 жовтня 2003 року. Перший кабінет складався з Консервативної партії, Християнської народної партії та Ліберальної партії. Після місцевих виборів 2007 року сформувала свій другий кабінет, більшість кабінету, що складається з Християнської народної партії та Партії прогресу. Ця партія вийшла з кабінету 28 квітня 2009 року через незгоду продовження терміну дії плати за фінансування програми Бергена для транспорту, містобудування та навколишнього середовища. Через рік партія повернулася до міської ради, і політична співпраця була відновлена на основі угоди, підписаної після виборів 2007 року.
Після виборів 2011 року Моніка Меланн утворила свій третій кабінет, з тими ж партіями, що й у своєму останньому кабінеті.
Моніка Меланн також була лідеркою, а до цього заступницею лідера окружного відділення Консервативної партії Норвегії.
Є другим головним уповноваженим у Бергені після запровадження нової парламентської системи у 2000 році, і єдиною, кого обрали вдруге.